# Rallye Canarias

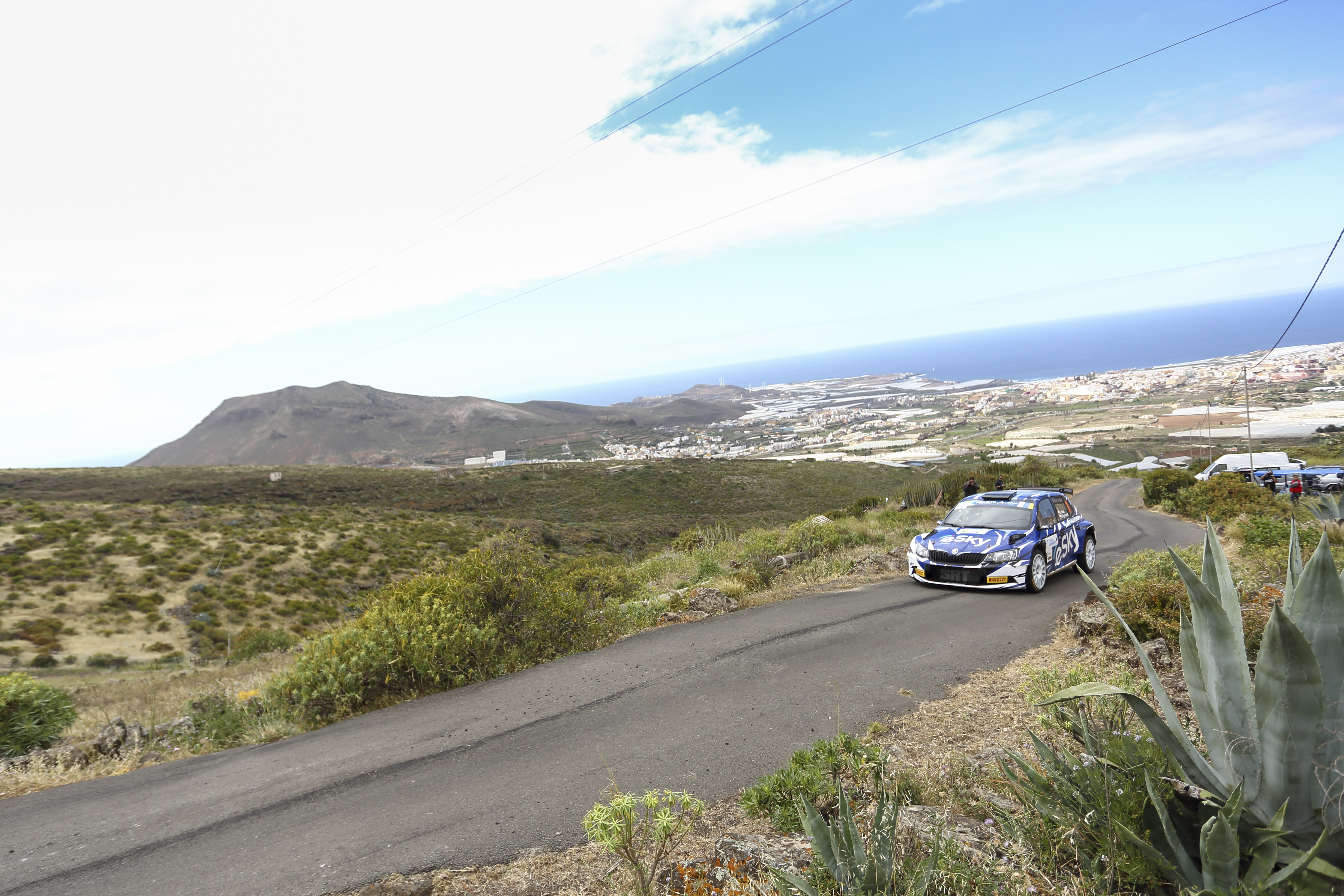
Die Rallye Canarias findet in der Umgebung von Las Palma statt auf der Insel Grand Canaria.

Die Rallye Canarias (auch Rally Islas Canarias genannt), ursprünglich bekannt als Rally El Corte Inglés, ist eine internationale Rallye-Veranstaltung auf der spanischen Insel Gran Canaria auf den Kanarischen Inseln.

## Geschichte
Der Bewerb war ein langjähriger Lauf zur Rallye-Europameisterschaft, der spanischen Rallye-Meisterschaft und der Rallye-Meisterschaft der Kanarischen Inseln, in der jüngeren Vergangenheit auch Teil der Intercontinental Rally Challenge, des European Rally Cup South und des European Rally Cup West. Im Jahr 2025 bekommt die Rallye erstmals Weltmeisterschaftsstatus und ist der vierte Lauf zur WM. Seit der ersten Austragung 1977 findet die Rallye vorwiegend auf Asphaltstraßen statt. In der Geschichte der Rallye Canarias zeigen sich große Namen als Sieger. So hat Carlos Sainz fünf Siege (1985 bis 1989) verbuchen können, Gilles Panizzi entschied 1998 die Rallye für sich oder Adrien Fourmaux gewann im Jahr 2020. Einige Male wechselte die Route und man fuhr im Westen der Insel. Seit mehreren Jahren findet die Veranstaltung im Süden der Insel statt. Der Servicepark wird in Las Palmas de Gran Canaria aufgebaut beim Estadio de Gran Canaria.

## Statistik

### WRC-Gesamtsieger
| Jahr | Datum         | Rallye          | Fahrer          | Co-Pilot        | Auto                   |
| ---- | ------------- | --------------- | --------------- | --------------- | ---------------------- |
| 2025 | 24.–27. April | Rallye Canarias | Kalle Rovanperä | Jonne Halttunen | Toyota GR Yaris Rally1 |